# Крещєнський (Новосибірська область)
Крещєнський (рос. Крещенский) — селище у Убінському районі Новосибірської області Російської Федерації.
Входить до складу муніципального утворення Убінська сільрада. Населення становить 67 осіб (2010).

## Історія
Згідно із законом від 2 червня 2004 року органом місцевого самоврядування є Убінська сільрада.

## Населення
| 2002 | 2007 | 2010 |
| ---- | ---- | ---- |
| 93   | ↘91  | ↘67  |